# Triode
En triode er et elektronisk forstærkende elektronrør bestående af tre aktive elektroder i vakuum - typisk indeni en evakueret glasindkapsling. De tre elektroder er: en opvarmet katode, et styregitter - og en anode. Navnet "triode" blev skabt/opfundet af den britiske fysiker William Eccles 
omkring 1920, afledt af det græske τρίοδος, tríodos, fra tri- (tre) og hodós (vej), oprindeligt betydende et sted hvor tre veje mødes.
Trioden er resultatet af en videreudvikling af Lee De Forests Audion fra 1906. En Audion er et elektronrør med delvis vakuum termionisk diode (Fleming-elektronrør) med et tilføjet styregitter. Trioden var den første praktiske elektroniske forstærker og forfaderen til andre typer af vakuum elektronrør, såsom tetroden og pentoden. 
Triodens opfindelse grundlagde elektronikalderen, hvilket muliggjorde forstærkende radioteknologi og langdistance telefoni. Trioder blev bredt anvendt i forbrugerelektronik såsom radioapparater og fjernsynsapparater indtil 1970'erne, da transistorene erstattede elektronrørene. I dag (2018) er trioders tilbageværende anvendelse højeffekt RF-forstærkere i radiosendere og industrielle RF-opvarmningsapparater.
Indenfor de senere år er der sket en øget efterspørgsel efter laveffekt trioder, grundet en fornyet interesse i lydudstyr baseret på elektronrør af audiofiler, som foretrækker lyden af elektronik baseret på elektronrør.